# باربارا آن کوچران
باربارا آن کوچران (به انگلیسی: Barbara Ann Cochran) در ۴ ژانویه ۱۹۵۱ در کلیرمانت، نیوهمپشایر متولد شد. او اسکی باز آمریکایی در اسکی آلپاین است.